# Andrzej Janicki (rysownik)
Andrzej Janicki (ur. 8 października 1966 w Bydgoszczy, zm. 15 listopada 2021) – polski rysownik komiksów oraz ilustrator. Członek „Studia Komiks Polski”. Współtwórca i redaktor naczelny magazynu komiksowego „Awantura”, współzałożyciel i zastępca redaktora naczelnego magazynu komiksowego „Produkt”. Publikował w magazynach „AQQ”, „Awantura”, „Czas komiksu”, „Fenix”, „Komiks Forum”, „Nowa Fantastyka”, „Paradox”, „Produkt”, „Qriozum”, „Świat Gier Komputerowych”, „Zeszyty Komiksowe”, „Znakomiks”. W roku 2017 jego prace zostały zebrane w monografii Napalony na komiks wydanej przez Ongrys.
Wychowywał się na bydgoskim Okolu, przy ul. Granicznej.

## Publikacje
- 1990–1991 – Awantura (numery 1-4), Horus
- 1996 – Czas Komiksu 2, Viking
- 1996 – Komiks Forum (numer 4 poświęcony „Studiu Komiks Polski”), Gamex
- 1997 – Czas Komiksu 4, Viking
- 2002 – Kapitan Żbik – Wesoły finał, Nieformalne Stowarzyszenie Fanów Komiksu
- 2004 – Antologia komiksu polskiego Człowiek w probówce, Egmont
- 2009 – Podwórko, (scenariusz: Łukasz Chmielewski), dodatek do bydgoskiego wydania „Gazety Pomorskiej”
- 2000 – Antologia komiksu polskiego. Najlepsi młodzi rysownicy, Egmont Polska
- 2004 – Antologia komiksu polskiego. Człowiek w probówce, Egmont Polska
- 2005 – Solidarność – 25 lat: Nadzieja zwykłych ludzi, Zin Zin Press
- 2006 – 1981: Kopalnia Wujek, Zin Zin Press
- 2007 – 11/11=Niepodległość, Narodowe Centrum Kultury
- 2010 – Biceps 1
- 2017 – Aurora, Ongrys
- 2017 – Andrzej Janicki – Napalony na komiks, (scenariusz: różni autorzy), Ongrys
- 2017 – Red, (scenariusz: Łukasz Chmielewski, Maciej Jasiński), Ongrys

## Wystawy
- 1991 – 1998 – wystawy w ramach Ogólnopolskiego Konwentu Twórców Komiksu, Łódź
- 1996 – Sztuka komiksu, Galeria Bielska BWA
- 1998 – Współczesny komiks polski 1991 – 1997, Muzeum Okręgowe, Toruń
- 1998 – La bande dessinée en Pologne 1919-1998, Château de Saint-Auvent (Saint-Auvent), Fédération des Compagnons du Tour de France (Limoges)
- 2017 – Memoria e narrazione. Il fumetto storico polacco, Napoli COMICON[7]
- 2017 – Klasycy z Bydgoszczy, Międzynarodowy Festiwal Komiksu i Gier w Łodzi
- 2017 – Pamięć i opowiadanie. Polski komiks historyczny, BWA Jelenia Góra[8]
- 2018 – Pamięć i opowiadanie. Polski komiks historyczny, MBWA Leszno